# Leabim
Segundo o relato bíblico Leabim é filho de Mizraim, neto de cã, (Cam) e bisneto de Noé. (Gênesis 10:13)
Os de Leabim podem ser os Ludim ou Líbios, sendo portanto, uma das primitivas tribos que habitava a Líbia.
Talvez os Lu-vim sejam os Leabim, mencionado em 2 Crônicas 12:3.